# Бутусов, Анатолий Михайлович
Анатолий Михайлович Бутусов (18 марта 1984, Исаково, Вологодская область — 16 февраля 2006, Грозный) — сотрудник Министерства внутренних дел Российской Федерации, старший лейтенант милиции, погиб при исполнении служебных обязанностей во время Второй чеченской войны, кавалер ордена Мужества.

## Биография
Анатолий Михайлович Бутусов родился 18 марта 1984 года в деревне Исаково Бабушкинского района Вологодской области в семье сотрудника органов внутренних дел СССР и учительницы математики. После окончания средней школы уехал в Санкт-Петербург, где поступил в Санкт-Петербургский университет Министерства внутренних дел Российской Федерации. По завершении учёбы в 2003 году вернулся на родину и поступил на службу в Бабушинский районный отдел внутренних дел. К 2006 году занимал должность инспектора по пропаганде отделения государственной инспекции по безопасности дорожного движения ОВД по Бабушкинскому району.
26 сентября 2005 года Бутусов был направлен в зону контртеррористической операции на Северном Кавказе в качестве милиционера-водителя временного Ленинского районного отдела внутренних дел столицы Чеченской Республики — города Грозного. Много раз участвовал в проведении плановых специальных операций по выявлению и задержанию лиц, входивших в незаконные вооружённые формирования сепаратистов, по разгрому опорный пунктов и баз боевиков, обнаружению и ликвидации складов оружия, взрывчатки и боеприпасов, предотвращению террористических актов. В частности, 12 октября 2005 года на улице Большой в Грозном Бутусов обнаружил тайник с оружием и взрывное устройство, чем спас множество жизней. 7 января 2006 года Бутусов в составе оперативной группы в селе Ульяновское Наурского района Чечни задержал вооружённого преступника.
6 февраля 2006 года Бутусов вместе с военнослужащими военной комендатуры находился на передвижном контрольно-пропускном пункте на перекрёстке грозненских улиц Тухачевского и Кассиора. Вечером этого дня колонна автомашин недалеко от месторасположения КПП попала в засаду сепаратистов и подверглась обстрелу. Будучи раненым, Бутусов забрался в расстрелянную автомашину и вывез раненых сотрудников милиции из зоны обстрела, после чего потерял сознание. Несмотря на усилия врачей спустя десять дней старший лейтенант милиции Анатолий Михайлович Бутусов скончался.
Похоронен на Аллее Славы Козицинского кладбища в Вологде.
Указом Президента Российской Федерации старший лейтенант милиции Анатолий Михайлович Бутусов посмертно был удостоен ордена Мужества.

## Память
- В честь Бутусова названа улица в селе имени Бабушкина Вологодской области[4].
- На здании Бабушкинской средней школы, в которой он учился, установлена мемориальная доска.